# اشير (مقاطعة كلاردشت)
اشير (بالفارسية: اشیر) هي قرية تقع في Kuhestan Rural District في إيران. يقدر عدد سكانها بـ 167 نسمة بحسب إحصاء 2016.